# Neri per Caso 2.0
Neri per Caso 2.0 è il quindicesimo album del gruppo vocale italiano dei Neri per Caso, uscito il 22 gennaio 2016 con etichetta Elios Registrazioni Audiovisive e distribuito da Sony Music Italy.

## Descrizione
Il disco contiene brani eseguiti a cappella dalla band, detta "2.0" dopo l'uscita dal gruppo di Diego Caravano, sostituito prima da Moris Pradella e poi da Daniele Blaquier dopo venti anni di carriera.

## Tracce
1. Englishman in New York
2. Lune per noi
3. Come Away with Me
4. Chandelier
5. Un'altra storia
6. Human Nature
7. La vida es un carnaval
8. But Not for Me
9. Make Love (Sempre con te)
10. I Got the Blues
11. Guantanamera
12. Caravan of Love
13. So Wonderful
14. Michelle
15. Sulo pe' parlà

## Formazione
- Ciro Caravano - voce, cori
- Gonzalo Caravano - voce, cori
- Domenico Pablo "Mimì" Caravano - voce, cori
- Mario Crescenzo - voce, cori
- Massimo de Divitiis - voce, cori
- Daniele Blaquier - voce, cori